# Ballova piramida
Ballova piramida (engl. Ball's Pyramid) stijena je u obliku piramide, ostatak kaldere 600 km uz istočnu obalu Australije.

## Zemljopis
Nalazi se 20 kilometara jugoistočno od otočja Lord Howea, kojemu pripada i koji je pod UNESCO-ovom zaštitom.
Taj je obelisk visok 562 metra što je gotovo dvostruko više od Eiffelova tornja, a širok svega oko 400 metara.
U Guinnessovoj knjizi rekorda kao najviši kameni toranj na svijetu. Ballova piramida se nalazi oko 700 kilometara sjeveroistočno od Sydneya. Ona je ostatak jednog od ugaslih vulkana koji je prestao biti aktivan prije 7 milijuna godina.
Danas je vidljivo tek tri posto prvobitne mase, a djelovanje mora ju je smajilo na lanac otoka i hridi.

## Otkriće
Prvi čovjek za kojeg se zna da ju je vidio bio je Henry Lidgbird Ball, zapovjednik broda Supply koji je ovuda prolazio 1788. prevozeći doseljenike na otok Norfolk. Ball je piramidalnu stijenu nazvao po sebi.
Za tisuće ptica ova je stijena idealan dom za podizanje mladih. Ispod mora stijena je dom za više od 400 vrsta tropskih riba, a neke od njih su endemske i ne mogu se naći nigdje drugdje kao što je npr. Coris bulbifrons.
Dva je stoljeća ova stijena bila neosvojiva za alpiniste zbog toga što na njoj nema uvala ni pristaništa. Činilo se da će Ballova piramida ostati neosvojena, ali 1965. Bryden Allen i John Davis su je osvojili.

## Vanjske poveznice
Lord Howe Island Marine Park
- Lord Howe Island and Ball's Pyramid Nautical Chart
- World Mountain Encyclopedia - Ball's Pyramid